# Cabanac-et-Villagrains
Cabanac-et-Villagrains é uma comuna francesa na região administrativa da Nova Aquitânia, no departamento da Gironda. Estende-se por uma área de 70,19 km². Em 2010 a comuna tinha 2 442 habitantes (densidade: 34,8 hab./km²).